# Ronga jezik
Ronga jezik (gironga, shironga, xironga; ISO 639-3: rng), nigersko-kongoanski jezik iz Mozambika i Južnoafričke Republike kojim govori oko 722 000 ljudi, poglavito južno od Maputa, u južnoafričkoj Republici svega 1 000 (2006). Pripada centralnoj skupini pravih bantu jezika, podskupina Tswa-Ronga (S.50).
Postoje tri dijalekta, konde, putru i kalanga. Pismo: latinica.

## Vanjske poveznice
- Ethnologue (14th)
- Ethnologue (15th)